# Tohanu Nou, Brașov
Tohanu Nou este o localitate componentă a orașului Zărnești din județul Brașov, Transilvania, România.

## Istoria satului
În anul 1762 Maria Terezia a Austriei a emis un decret împărătesc  prin care toți locuitorii din Tohan de credință ortodoxă să fie forțați să primească uniația și astfel să formeze așa numitele „regimente”.
Decretul împărătesc preciza că, în caz de nesupunere, locuitorii Tohanului trebuiau să fie expropriați și izgoniți din sat. Porunca împărătesei este pusă în aplicare în Tohan, pe 9 septembrie 1765, când tohănenii sunt somați și apoi expulzați de generalul Siskovits și soldații săi, care au înconjurat satul și au amenințat comunitatea cu tunurile.
Multi dintre locuitori au plecat spre alte sate dar unii, s-au îndreptat spre Rapa Rosie, facandu-si mici casute, si ocupandu-se cu olaritul, mestesug favorabil zonei pline de lut. Si astfel, prin dezvoltarea micii comunitati de 60 de familii s-a format Tohanul Nou, sat format din credinta locuitorilor care si-au pastrat religia.

## Biserica satului
Până în anul 1779 când s-a construit biserica, satenii tineau slujba pe malul Raului Turcu, la troita care se pastreaza si astazi in sat, folosita in prezent la Sfintirea Aghiazmei de Boboteaza. In anul 1779 Jupanul Ionita Boghici a ajutat contribuind cu o suma mare de bani la construirea Bisericii cu hramul ,,Intrarea Maicii Domnului in Biserica''. Biserica a rămas perfect intacta, pictura ramanand aceeasi de atunci, si de aceea este considerata Monument Istoric reprezentativ Tohanului Nou.

## Personalitati importante
General Traian Moșoiu - născut pe data de 2 iulie 1868 în Tohanul Nou, a fost un mare militar român și om politic, fost ministru de război al României în perioada 2 martie 1920 - 12 martie 1920. El a fost general în Armata Romană în perioada 1918 - 1919 și a condus importante operațiuni militare pentru eliberarea Transilvaniei, după ocuparea Budapestei de către armata României, fiind desemnat comandant al garnizoanei române din Budapesta și ulterior guvernator militar al teritoriilor ungare de la vest de râul Tisa (1919). În anul 1922 a fost desemnat titular la Ministerul Comunicățiilor și a condus comisia pentru organizarea încoronării regelui Ferdinand I la data de 15 octombrie 1922. Generalul Traian Mosoiu s-a stins din viață la data de 15 august 1932, la București și a fost înmormântat la Cimitirul Militar „Bellu”.

## Galerie imagini

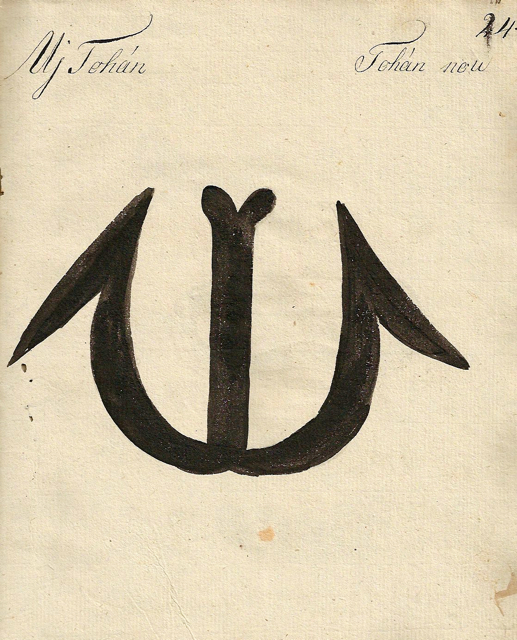
1826 - Danga pentru vitele din Tohanu Nou